# Phyllachora fici-hochstetteri
Phyllachora fici-hochstetteri är en svampart som först beskrevs av Bacc., och fick sitt nu gällande namn av E. Castell. & Cif. 1937. Phyllachora fici-hochstetteri ingår i släktet Phyllachora och familjen Phyllachoraceae.   Inga underarter finns listade i Catalogue of Life.